# St. Peter und Paul (Inzlingen)

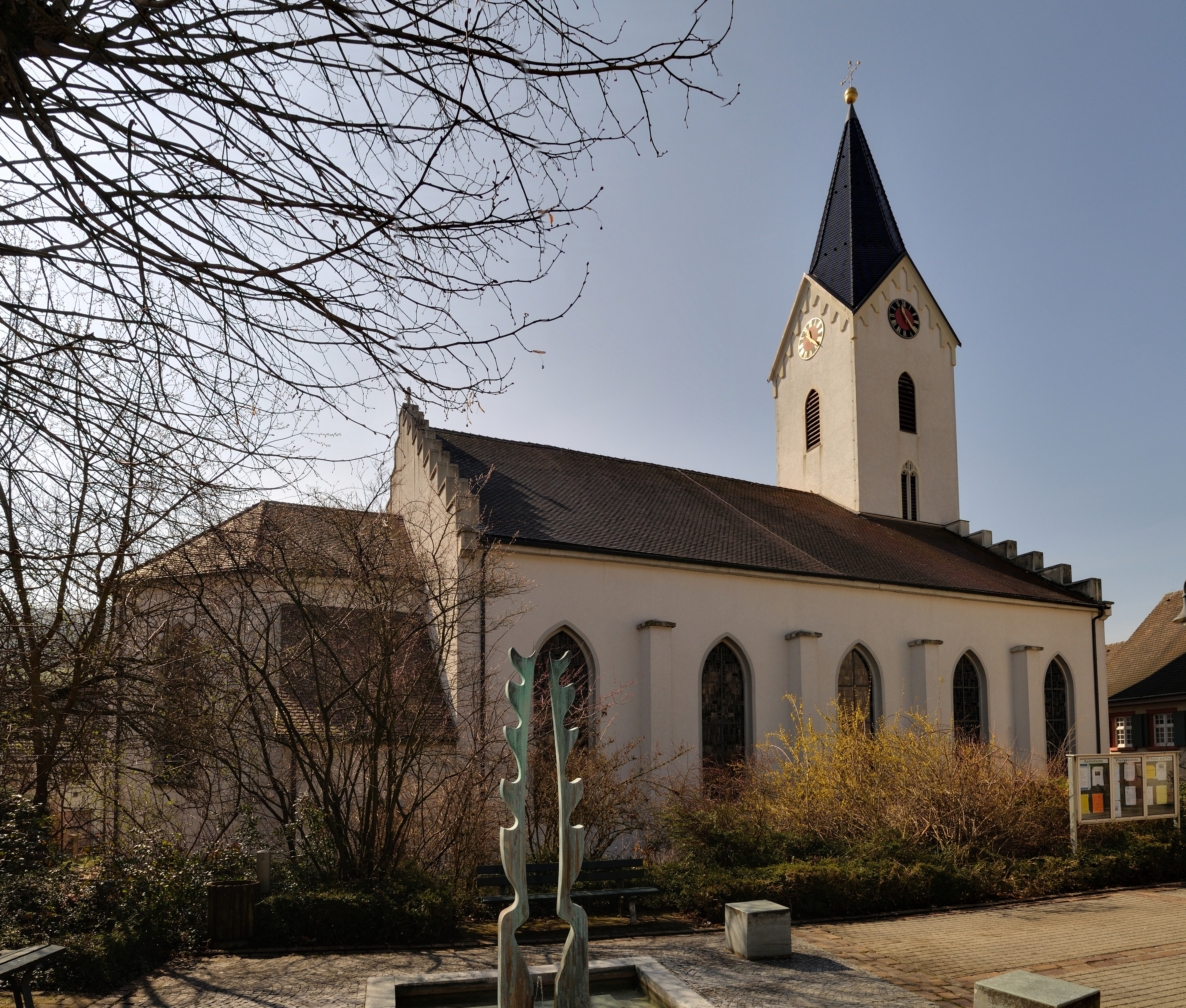
St. Peter und Paul von Norden

St. Peter und Paul ist die katholische Pfarrkirche der Gemeinde Inzlingen im Landkreis Lörrach. Das in den 1830er Jahren erbaute Gotteshaus hat einen Ursprung, der bis ins 13. Jahrhundert nachgewiesen ist. Die Kirche gehört zur Seelsorgeeinheit Lörrach-Inzlingen im Dekanat Wiesental der Erzdiözese Freiburg.

## Geschichte
Erste urkundliche Erwähnung erfuhr die Inzlinger Kirche 1238: „predia nostra in Rieheim et Incelingin et in Hollinstein cum eisdem ecclesiis …“. Reste dieses Bauwerks sind heute nur noch im Turm erhalten. Am Turmgesims erkennt man einen feuerspeienden Basilisken im Nordwesten und eine Teufelsgestalt im Südwesten, die dem 14. Jahrhundert zugeordnet werden.
In den Jahren 1789 bis 1790 vergrößerte man aufgrund wachsender Gemeindemitglieder den Chor, der damit das Langhaus überragte. Dennoch blieb der Hauptbau baulich schadhaft, so dass 1810 die Frage nach einem Neubau bzw. einer grundlegenden Erweiterung aufkam. Nachdem 1811 Architekt Rebholz und 1825 bis 1827 Baumeister Fritz Pläne vorlegten, schloss man am 8. Mai 1831 die Kirche, um mit dem Abbruch am Langhaus und Chor beginnen zu können. Der alte Turm wurde teilweise beibehalten, in die neue Westfassade eingebunden, um ein Stockwerk erhöht und erhielt ein neues Dach. Den ersten Gottesdienst feierte man am 14. Oktober 1832 während die Arbeiten noch fortdauerten und erst am 11. Dezember 1832 beendet waren. Ausschmückungen durch Malereien und Gemälde folgten in den nächsten Jahrzehnten. Ein neuer Hochaltar weihte Bistumsverweser Lothar von Kübel am 2. Oktober 1871 ein.
Um das Jahr 1900 erhielten Chor und Langhaus neue farbige Fenster. Im Zuge der Renovierung 1948 öffnete man am Turm einen Eingang und gestaltete die Turmhalle zur Taufkapelle um.

## Kirchenbau
Die Peter-und-Paul-Kirche befindet sich – von Wohnhäusern dicht umgeben – nahe der Dorfstraße in Ober-Inzlingen. Das dreischiffige Langhaus weist nach Osten und Westen Staffelgiebel auf und ist mit einem Satteldach gedeckt. Der Glockenturm erhebt sich mittig von der Westfassade. Im oberen Stockwerk erkennt man übereinander die spitzbogigen alten, zweigeteilten und neuen einteiligen Schallarkaden. Aus dem Turmschaft erheben sich zu jeder Seite vier Giebeldreiecke – in denen zu jeder Seite das Zifferblatt der Turmuhr angebracht ist – auf die sich ein schlankes, achteckiges Pyramidendach anschließt. Die Dachspitze bildet eine Turmkugel und ein Kreuz.
Beidseitig des Turms befinden sich an der Westseite die Haupteingänge der Kirche. In den spitzbogigen Nischen über den Türen findet man Steinfiguren der Apostel und Kirchenpatrone Petrus und Paulus. Nebeneingänge sind im Norden und Süden des Langhauses vorhanden. Die Längsseiten des Hauptbaus weisen hohe, spitzbogig abgeschlossene Fenster auf. Der eingezogene Chor ist ein 5/8-Eck und wird von einem Walmdach abgeschlossen.

## Innenraum und Ausstattung
Das Mittelschiff wie auch die beiden Seitenschiffe sind mit einer flachen Holzdecke eingezogen. Die Pfeilerreihen am Übergang der Kirchenschiffe sind über Spitzbögen miteinander verbunden. Die zehn Farbfenster im Langhaus und zwei weitere im Chor wurden 1966 eingesetzt. Sie stammen von Benedikt Schaufelberger.
Im Zuge der Renovierung nach dem Zweiten Weltkrieg öffnete man am Hauptportal den Turmraum und schuf in seinem Inneren eine Taufkapelle. Die Fenster stellen eine Taube mit feuriger Zunge dar und symbolisieren den Heiligen Geist. Sie stammen von Frey-Isele aus Freiburg. Beidseitig vom Kapelleneingang stehen Plastiken der Heiligen Petrus und Paulus.  Die Pietà am Eingang von Schuckart gedenkt der Opfer beider Weltkriege.
Hinter dem Hochaltar befindet sich an der Wand ein Kruzifix mit Maria und Johannes. Davor steht ein Zelebrationsaltar, rechts ein Kanzelpult. Beidseitig vom Triumphbogen stehen Seitenaltäre, der linke ist Maria geweiht, der rechte Josef. Beide stammen ebenso wie der Taufstein und die alte Kanzel von Jodok Friedrich Wilhelm. Die Ausmalung des Chors mit dem Thema „Petrus und Paulus vor dem Martyrium“ schuf der Basler Kunstmaler Bucher in den Jahren 1856 bis 1859.
Die vierzehn Kreuzwegstationen mit dezenter Farbgebung auf goldenem Grund stammt vom Freiburger Künstler Walther Meyerspeer und ersetzte 1957 ältere Bilder.

## Glocken

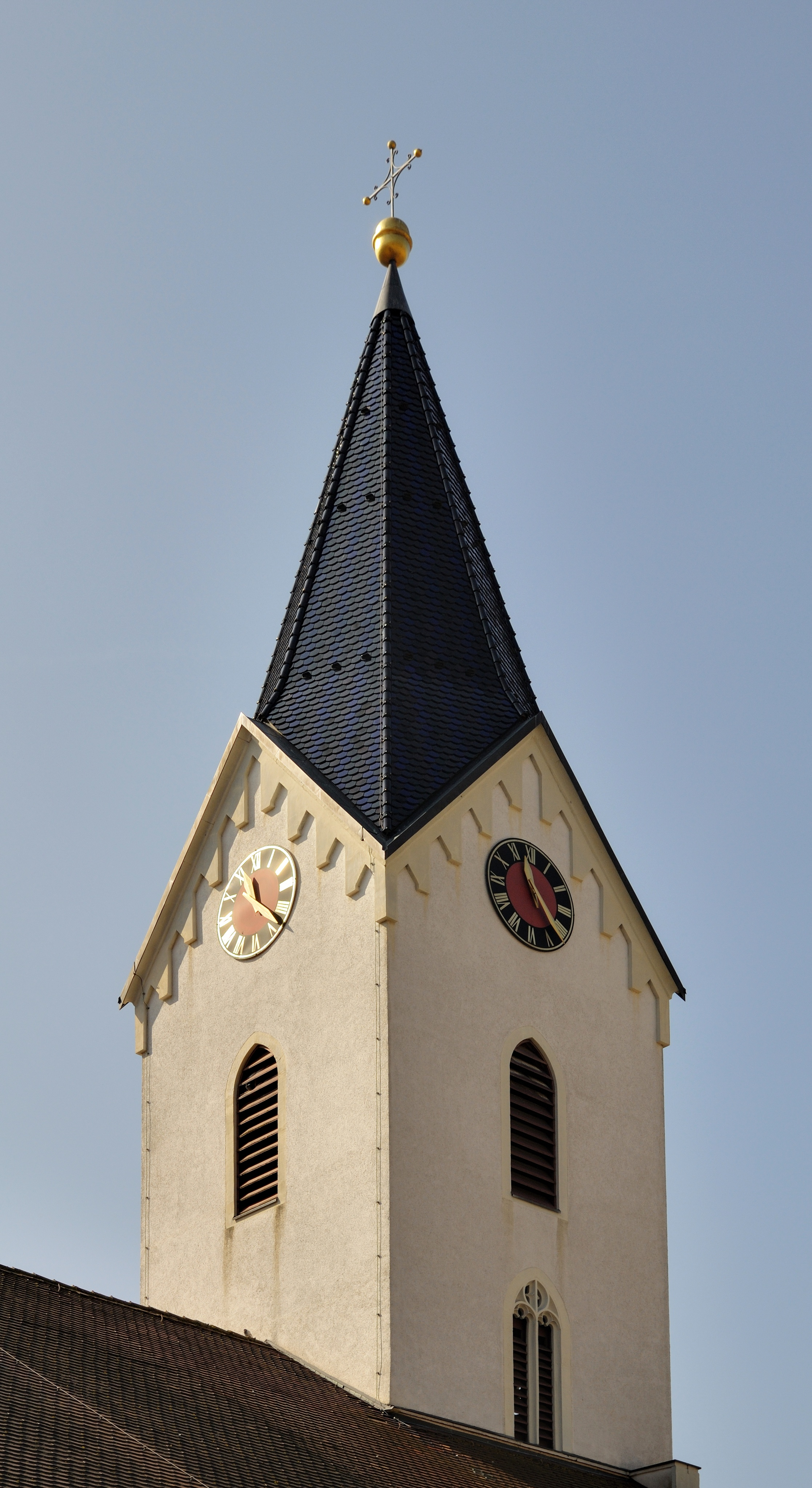
Kirchturm

Im Kirchturm hängt in einem historischen hölzernen Glockenstuhl ein vierstimmiges Glockengeläut aus Bronze, das sich wie folgt zusammensetzt:
| Glocke | Name                | Durchmesser | Gewicht | Schlagton | Gussjahr | Gießer                                   |
| ------ | ------------------- | ----------- | ------- | --------- | -------- | ---------------------------------------- |
| 1      | Hl. Dreifaltigkeit  | 892 mm      | 400 kg  | a'+1      | 1951     | Glockengießerei Grüninger, Straß/Neu-Ulm |
| 2      | Hl. Maria           | 800 mm      | 300 kg  | h'+1      | 1951     | Glockengießerei Grüninger, Straß         |
| 3      | Hll. Peter und Paul | 700 mm      | 210 kg  | cis″+1    | 1951     | Glockengießerei Grüninger, Straß         |
| 4      | Hl. Schutzengel     | 600 mm      | 140 kg  | e″+6      | 1922     | Benjamin Grüninger, Villingen            |

## Orgel
Die Orgel wurde 1956 durch Willy Dold erbaut. Sie arbeitet mit Kegelladen, elektrischer Spiel- und Registertraktur und hat einen Umfang von 20 Registern auf zwei Manualen und Pedal.
Das Instrument hat folgende Disposition:
| I Hauptwerk C–g3 |       |
| Prinzipal        | 8′    |
| Gedacktpommer    | 8′    |
| Octav            | 4′    |
| Rohrflöte        | 4′    |
| Rauschquinte II  | 2 ⁄3′ |
| Schwiegel        | 2′    |
| Mixtur IV–V      | 1 ⁄3′ |
| Trompete         | 8′    |

| II Schwellwerk C–g3 |       |
| Salicional          | 8′    |
| Singend Prinzipal   | 8′    |
| Ital. Prinzipal     | 4′    |
| Hohlflöte           | 4′    |
| Octavin             | 2′    |
| Sesquialter II      | 1 ⁄3′ |
| Zimbel III          | 1⁄2′  |
| Krummhorn           | 8′    |

| Pedal C–f1                  |     |
| Subbass                     | 16′ |
| Zartbass (Windabschwächung) | 16′ |
| Oktavbass                   | 8′  |
| Gedecktbass                 | 8′  |
| Choralbass (Transmission)   | 4′  |
| Prinzipal (Transmission)    | 2′  |
| Stille Posaune              | 16′ |

- Koppeln:
  - Normalkoppeln: II/I, I/P, II/P
  - Superoktavkoppel: II/P
- Spielhilfen: automatisches Pedal, Registercrescendo, 1 freie Kombination, 1 feste Kombination (Generaltutti), Absteller: Trompete, Krummhorn, Stille Posaune